# Rio Aporliget
O Rio Aporliget é um rio da Romênia afluente do rio Crasna (Tisza), localizado no distrito de Satu Mare.